# Podlesie (gromada w powiecie lubaczowskim)
Podlesie (od 30 VI 1960 Basznia Dolna) – dawna gromada, czyli najmniejsza jednostka podziału terytorialnego Polskiej Rzeczypospolitej Ludowej w latach 1954–1972.
Gromady, z gromadzkimi radami narodowymi (GRN) jako organami władzy najniższego stopnia na wsi, funkcjonowały od reformy reorganizującej administrację wiejską przeprowadzonej jesienią 1954 do momentu ich zniesienia z dniem 1 stycznia 1973, tym samym wypierając organizację gminną w latach 1954–1972.
Gromadę Podlesie z siedzibą GRN w Podlesiu utworzono – jako jedną z 8759 gromad na obszarze Polski – w powiecie lubaczowskim w woj. rzeszowskim na mocy uchwały nr 26/54 WRN w Rzeszowie z dnia 5 października 1954. W skład jednostki weszły obszary dotychczasowych gromad Basznia Dolna, Basznia Górna, Podlesie, Sieniawka i Tymce ze zniesionej gminy Lisie Jamy w tymże powiecie. Dla gromady ustalono 15 członków gromadzkiej rady narodowej.
30 czerwca 1960 gromadę Podlesie zniesiono przez przeniesienie siedziby GRN z Podlesia do Baszni Dolnej i zmianę nazwy jednostki na gromada Basznia Dolna.